# Soizic Guibert
Pour les articles homonymes, voir Guibert.
Soizic Guibert est une joueuse internationale de rink hockey née le 22 juillet 1985.

## Biographie
En 1999, elle participe au championnat d'Europe au sein de l'équipe de France. Elle reste ensuite dans l'effectif jusqu'au titre de champion d'Europe en 2005. 

## Palmarès
- 1re championnat d'Europe (2005)